# Krążyna

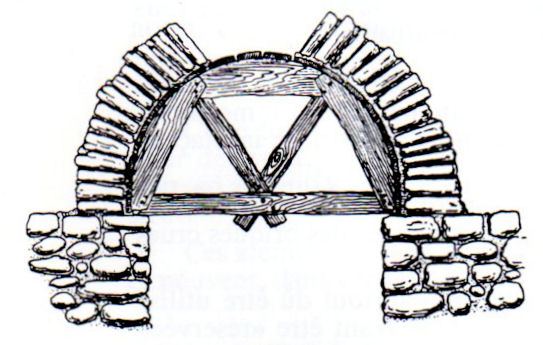
Budowa kamiennego łuku z zastosowaniem krążyny

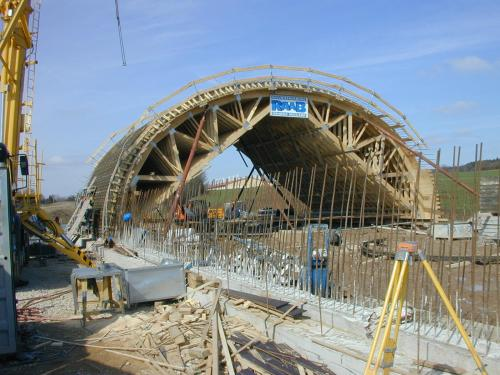
Krążyna wzniesiona przy budowie mostu

Krążyna (biczka, biga, prawidło, buksztel) – najczęściej drewniana, często rozbieralna forma, odpowiednio ukształtowana, podparta i usztywniona. Służy jako podpora przy budowaniu łęku lub sklepienia z cegły, kamienia, betonu lub żelbetu (po założeniu szalunku). 
Krążyna jest również elementem konstrukcji dachów (dachy Delorme'a), gdzie stanowi konstrukcję nośną lub jest elementem pomocniczym przy kształtowaniu form sferycznych.